# Arsis
Gli Arsis sono una band technical melodic death metal statunitense di Virginia Beach, nata nel 2000.
La loro musica contiene anche influenze black metal e thrash metal, tipiche del death hanno riff complessi e assoli simili al technical death metal e al melodic death metal. Il gruppo è attualmente sotto contratto con la Willowtip Records negli Stati Uniti e con la Nuclear Blast in Europa.
Le loro principali influenze sono Racer X, King Diamond, Iron Maiden, Morbid Angel e Dissection.

## Formazione

### Formazione attuale
- James Malone - chitarra, voce
- Ryan Knight - chitarra
- Noah Martin - basso
- Darren Cesca - batteria

### Ex componenti
- Mike Parks - voce
- "Fast" Chris - chitarra (2003 - 2004)
- Jake Ososkie - chitarra
- Nick Cordle - chitarra, basso
- Johnny Allen - chitarra (session)
- Justin Shaw - basso
- Alex Cox - basso (session)
- Michael VanDyne - batteria

## Discografia
Album in studio
- 2004 - A Celebration of Guilt
- 2006 - United in Regret
- 2008 - We Are the Nightmare
- 2010 - Starve for the Devil
- 2013 - Unwelcome
- 2018 - Visitant

Demo
- 2001 - Demo 2001
- 2002 - Demo 2002

EP
- 2005 - A Diamond for Disease